# Han Dingxiang
Mgr Jean Han Dingxiang, né le 17 mai 1937, décédé le 9 septembre 2007 à Shijiazhuang, est l'ancien évêque catholique « clandestin » de Yongnian dans la province de Hebei. 

## Biographie
- arrêté en 1960 et condamné à la rééducation pour activités contre-révolutionnaires, il a passé 19 ans dans une ferme
- Libéré en 1979, il enseigne dans un lycée
- Ordonné prêtre en 1986 pour l'église « clandestine »
- évêque en 1989
- Arrêté le 28 novembre 1999, au cours d'une retraite spirituelle pour des religieuses, il est détenu 4 ans en prison, avant d'être retenu dans une résidence policière d'où il était aperçu à la fenêtre par des fidèles catholiques. Depuis septembre 2005, on n'avait plus de nouvelles de lui.
- La nouvelle de son décès est parvenue par le biais de la Fondation du cardinal Kung, basée aux États-Unis. Il était atteint d'un cancer des poumons et soigné à Shijiazhuang, mais n'a pu être approché que par ses proches et non par des religieux dans ses derniers moments. Il a été incinéré le lendemain de sa mort, 10 septembre, dans la plus grande discrétion. cette rapidité a éveillé des soupçons de la part des observateurs internationaux que la police ait ainsi voulu cacher des mauvais traitements ou un mauvais suivi médical.